# Joe Morton
Joseph Thomas Morton Jr. (nascut el 18 d'octubre de 1947) és un actor d'escenari, televisió i cinema nord-americà. Ha treballat amb el director de cinema John Sayles a The Brother from Another Planet (1984), La ciutat de l'esperança (1991) i Lone Star, el rastre d'un crim (1996). Ha participat en altres pel·lícules com Terminator 2 (1991), Homes i ratolins (1992), Speed (1994), Apt Pupil (1998), Blues Brothers 2000 (1998), What Lies Beneath (2000), Ali (2001), Paycheck (2003), Stealth: L'amenaça invisible (2005), American Gangster (2007), Batman contra Superman: L'alba de la justícia (2016), La Lliga de la Justícia (2017), i Zack Snyder's Justice League (2021).
El 2014, Morton va guanyar el Premi Primetime Emmy com a actor convidat destacat en una sèrie dramàtica pel seu paper d'Eli Pope, el pare d'Olivia Pope, a Scandal, i és conegut per interpretar el paper de Henry Deacon a la popular sèrie de televisió Eureka.

## Primers anys
Morton va néixer a Harlem, fill d'Evelyn, una secretària, i de Joseph Thomas Morton Sr., un oficial d'intel·ligència de l'exèrcit dels Estats Units. Degut al servei militar del seu pare va passar part de la seva infància a Alemanya Occidental i a l'arxipèlag Okinawa. Quan Morton tenia 10 anys, el seu pare va morir.
Morton es va graduar a l'Andrew Jackson High School i va estudiar art dramàtica a la Universitat Hofstra.

## Carrera
Morton va fer el seu debut a Broadway a Hair, va aparèixer a Salvation i va ser nominat per a un Premi Tony per Raisin. Ha aparegut en més de 70 pel·lícules, incloses The Brother from Another Planet de John Sayles (com a The Brother), Terminator 2 (com Dr. Miles Bennett Dyson) i Blues Brothers 2000 (com Cabel "Cab" Chamberlain, basat en el difunt Cab Calloway). També va interpretar al tinent de policia Herb "Mac" McMahon, a Speed. També ha tingut papers a Search for Tomorrow (Dr. James Foster, 1973–74), Another World (Dr. Abel Marsh i Leo Mars, 1983–84) i All My Children (Dr. Zeke McMillan, 2002). L'any 2002 va aparèixer a l'escenari de Londres a l'obra Art.
Morton ha fet moltes aparicions de convidat a la televisió, incloses les seves aparicions com a Dr. Steven Hamilton a les dues primeres temporades de Smallville. Va protagonitzar Sanford and Son spin-off de Grady (1975–76), M*A*S*H* (cirurgià d'ajuda al batalló, capità Nick Saunders, 1976), Under One Roof (995) i E-Ring (2005). Va retratar el científic de tots els oficis Henry Deacon com un habitual a la sèrie dek canal Syfy Eureka (2006-12). Morton va interpretar el paper d'Eli Pope al drama d'èxit Scandal, un paper pel qual va rebre el Premi Primetime Emmy a l'Actor convidat destacat en una sèrie dramàtica.
El 2016, Morton va interpretar l'activista i còmic Dick Gregory a l'obra Turn Me Loose al Westside Theatre de Manhattan. Morton va interpretar el Dr. Silas Stone, pare de Victor Stone/Cyborg, en un paper de cameo a la pel·lícula de 2016 Batman contra Superman: L'alba de la justícia, part de l'univers estès de DC Comics. Va reprendre el personatge a la pel·lícula La Lliga de la Justícia (2017) i més extensivament al seu tall del director.
Del 2018 al 2020, Morton va protagonitzar com a reverend Arthur Finer a la sèrie de la CBS God Friended Me. Morton va dirigir tres episodis de God Friended Me i té crèdits de direcció d'altres quatre sèries de televisió.

## Filmografia

### Cinema i telefilms
| Any              | Títol                                                 | Paper                             | Notes                                        |
| ---------------- | ----------------------------------------------------- | --------------------------------- | -------------------------------------------- |
| 1977             | Between the Lines                                     | Ahmed                             |                                              |
| 1978             | Lawman Without a Gun                                  | Louis                             | Telefilm                                     |
| 1979             | Justícia per a tothom                                 | Doctor de la presó                |                                              |
| 1980             | Death Penalty                                         | William Terry                     | Telefilm                                     |
| 1981             | We're Fighting Back                                   | Elgin Jones                       | Telefilm                                     |
| 1982             | The Clairvoyant                                       | Detective Rich                    |                                              |
| 1983             | La maledicció de la Pantera Rosa                      | Charlie                           |                                              |
| 1984             | A Good Sport                                          | -                                 | Telefilm                                     |
| 1984             | The Brother from Another Planet                       | The Brother                       |                                              |
| 1985             | Trouble in Mind                                       | Solo                              |                                              |
| 1986             | Crossroads                                            | Assistent de Scratch              |                                              |
| 1987             | Stranded                                              | Sheriff McMahon                   |                                              |
| 1988             | Terrorist on Trial: The United States vs. Salim Ajami | Tandy                             | Telefilm                                     |
| 1988             | Alone in the Neon Jungle                              | Ken Fraker                        | Telefilm                                     |
| 1988             | Zelly and Me                                          | Earl                              |                                              |
| 1988             | The Good Mother                                       | Frank Williams                    |                                              |
| 1988             | Police Story: Burnout                                 | Sgt. Jeff Allen                   | Telefilm                                     |
| 1989             | Tap                                                   | Nicky                             |                                              |
| 1989             | Howard Beach: Making The Case for Murder              | Cedric Sandiford                  | Telefilm                                     |
| 1990             | Challenger                                            | Dr. Ronald McNair                 | Telefilm                                     |
| 1990             | The Lost Platoon                                      | World War II Soldier              |                                              |
| 1991             | La ciutat de l'esperança                              | Wynn                              |                                              |
| 1991             | Terminator 2                                          | Dr. Miles Bennett Dyson           |                                              |
| 1992             | Legacy of Lies                                        | Samuel Flowers                    | Telefilm                                     |
| Homes i ratolins | Crooks                                                |                                   |                                              |
| Eternament jove  | Cameron                                               |                                   |                                              |
| 1994             | The Inkwell                                           | Kenny Tate                        |                                              |
| 1994             | Speed                                                 | Lieutenant Herb "Mac" McMahon     |                                              |
| 1995             | In the Shadow of Evil                                 | Lt. Royce                         | Telefilm                                     |
| 1995             | The Walking Dead                                      | Sergeant Barkley                  |                                              |
| 1996             | Lone Star, el rastre d'un crim                        | Delmore Payne                     |                                              |
| 1996             | Decisió executiva                                     | Sergeant Campbell "Cappy" Matheny |                                              |
| 1996             | Jack Reed: Death and Vengeance                        | Gordon Thomas                     | Telefilm                                     |
| 1997             | The Pest                                              | Mr. Kent                          |                                              |
| 1997             | Miss Evers' Boys                                      | Dr. Sam Brodus                    | Telefilm                                     |
| 1997             | Speed 2: Cruise Control                               | Captain Herb "Mac" McMahon        |                                              |
| 1997             | Trouble on the Corner                                 | Detective Bill                    |                                              |
| 1998             | Blues Brothers 2000                                   | Cabel Chamberlain                 |                                              |
| 1998             | Apt Pupil                                             | Dan Richler                       |                                              |
| 1998             | When It Clicks                                        | Cato Caldwell Douglass            | Short                                        |
| 1999             | Mutiny                                                | Thurgood Marshall                 | Telefilm                                     |
| 1999             | La cara del terror                                    | Sherman Reese                     |                                              |
| 1999             | Y2K                                                   | Martin Lowell                     | Telefilm                                     |
| 2000             | What Lies Beneath                                     | Dr. Drayton                       |                                              |
| 2000             | Ali: An American Hero                                 | Malcolm X                         | Telefilm                                     |
| 2000             | Bounce                                                | Jim Weller                        |                                              |
| 2001             | Ali                                                   | Chauncey Eskridge                 |                                              |
| 2002             | Dragonfly                                             | Hugh Campbell                     |                                              |
| 2002             | The Fritz Pollard Story                               | Host                              | Telefilm                                     |
| 2003             | Jasper, Texas                                         | Walter Diggles                    | Telefilm                                     |
| 2003             | Crossing                                              | Uncle Stan                        | Short                                        |
| 2003             | Thoughtcrimes                                         | John Harper                       | Telefilm                                     |
| 2003             | Paycheck                                              | Agent Dodge                       |                                              |
| 2004             | Breaking Dawn                                         | Professor Simon                   |                                              |
| 2005             | Gone But Not Forgotten                                | Reggie Stewart                    | Telefilm                                     |
| 2005             | Back in the Day                                       | Rev. James Packer                 |                                              |
| 2005             | Stealth: L'amenaça invisible                          | Dick Marshfield                   |                                              |
| 2005             | Lenny the Wonder Dog                                  | Dr. Island                        |                                              |
| 2006             | The Night Listener                                    | Ashe                              |                                              |
| 2007             | American Gangster                                     | Charlie Williams                  |                                              |
| 2007             | Badland                                               | Max Astin                         |                                              |
| 2008             | Wherever You Are                                      | Dr. Livingston                    |                                              |
| 2009             | La Linea                                              | Hodges                            |                                              |
| 2010             | The Mulberry Tree                                     | Samuel R. Freeman                 |                                              |
| 2013             | Home                                                  | Donald Hall                       |                                              |
| 2015             | Cleveland Abduction                                   | Agent Solano                      | Telefilm                                     |
| 2015             | Batman contra Superman: L'alba de la justícia         | Silas Stone                       |                                              |
| 2016             | All the Way                                           | Roy Wilkins                       | Telefilm                                     |
| 2017             | La Lliga de la Justícia                               | Silas Stone                       |                                              |
| 2019             | Godzilla: King of the Monsters                        | Houston Brooks                    |                                              |
| 2019             | A Million Eyes                                        | Fern                              | Short                                        |
| 2020             | Vita                                                  | Monsignor Heck                    |                                              |
| 2021             | Zack Snyder's Justice League                          | Silas Stone                       | Tall del director de La Lliga de la Justícia |

### Televisió
| Any     | Títol                             | Paper                    | Notes                                                                      |
| ------- | --------------------------------- | ------------------------ | -------------------------------------------------------------------------- |
| 1970    | Bracken's World                   | Yule Buford              | Episodi: "Love It or Leave It, Change It or Lose It"                       |
| 1970    | Mission: Impossible               | Clerk                    | Episodi: "Hunted"                                                          |
| 1973–74 | Search for Tomorrow               | Dr. James Foster         | Repartiment regular                                                        |
| 1975    | Sanford and Son                   | Hal Marshall             | Episodi: "The Family Man"                                                  |
| 1975–76 | Grady                             | Hal Marshall             | Main Cast                                                                  |
| 1976    | M*A*S*H                           | Captain Saunders         | Episodi: "Der Tag"                                                         |
| 1976    | What's Happening!!                | Department Store Manager | Episodi: "The Birthday Present"                                            |
| 1978    | Watch Your Mouth                  | Raymond Geeter           | Main Cast                                                                  |
| 1979    | Guiding Light                     | Dan Stennis              | Episodi: "Episodi #1.8295"                                                 |
| 1983    | American Playhouse                | Carl Hatch               | Repartiment recurrent: Temporada 2                                         |
| 1983    | Another World                     | Dr. Abel Marsh           | Repartiment regular                                                        |
| 1985    | Miami Vice                        | Lt. Jack Davis           | Episodi: "The Maze"                                                        |
| 1986    | Who's the Boss?                   | Limo Driver              | Episodi: "Mona's Limo"                                                     |
| 1987–89 | The Equalizer                     | Slate/Carter Brock       | Convidat: Temporada 2, Repartiment recurrent: Temporada 4                  |
| 1989    | A Man Called Hawk                 | Rev. Marvin Lewis        | Episodi: "Choice of Chance"                                                |
| 1989    | One Life to Live                  | Jutge Romero             | Episodi: "Episodi dated 22 May 1989"                                       |
| 1990–91 | Equal Justice                     | Mike James               | Repartiment principal                                                      |
| 1992    | Law & Order                       | Roland Books             | Episodi: "Conspiracy"                                                      |
| 1992    | A Different World                 | Byron Douglas III        | Repartiment recurrent: Temporada 5                                         |
| 1993    | TriBeCa                           | Carlton Thomas           | Repartiment principal                                                      |
| 1994    | Homicide: Life on the Street      | Sam Thorn                | Episodi: "A Model Citizen" & "Happy to Be Here"                            |
| 1994    | New York Undercover               | Dean/Dinah               | Episodi: "Blondes Have More Fun"                                           |
| 1995    | Under One Roof                    | Ron Langston             | Repartiment principal                                                      |
| 1995    | New York News                     | Mitch Cotter             | Episodi: "Fun City"                                                        |
| 1996    | Nova                              | Narrator                 | Episodi: "Shark Attack!"                                                   |
| 1996    | Touched by an Angel               | Jake Stone               | Episodi: "Jacob's Ladder"                                                  |
| 1997    | Prince Street                     | Tinent Tom Warner        | Repartiment principal                                                      |
| 1998    | Dellaventura                      | Conseller Caulder        | Episodi: "David & Goliath"                                                 |
| 1998–99 | Mercy Point                       | Dr. Grote Maxwell        | Repartiment principal                                                      |
| 2000    | The X-Files                       | Martin Wells             | Episodi: "Redrum"                                                          |
| 2000–05 | Law & Order                       | Leon Chiles              | Convidat: Temporada 10-11 & 14-15                                          |
| 2001–02 | Smallville                        | Dr. Steven Hamilton      | Repartiment recurrent: Temporada 1, Convidat: Temporada 2                  |
| 2002    | All My Children                   | Zeke McMillan            | Episodi: "#1.8387"                                                         |
| 2002    | The Practice                      | U.S. Attorney            | Episodi: "Fire Proof"                                                      |
| 2002    | Touched by an Angel               | Martin                   | Episodi: "The Impossible Dream"                                            |
| 2003    | Law & Order: Special Victims Unit | Ray Bevins               | Episodi: "Grief"                                                           |
| 2004    | Whoopi                            | Martin James             | Episodi: "Sins of the Sister"                                              |
| 2004    | The Jury                          | James Byron Milton       | Episodi: "Last Rites"                                                      |
| 2005    | House                             | Senator Gary H. Wright   | Episodi: "Role Model"                                                      |
| 2005    | JAG                               | Elroy Johnson            | Episodi: "Unknown Soldier"                                                 |
| 2005    | CSI: NY                           | Chief Dwight Hillborne   | Episodi: "Supply & Demand" & "On the Job"                                  |
| 2005–06 | E-Ring                            | Steve Algazi             | Repartiment recurrent                                                      |
| 2006–12 | Eureka                            | Henry Deacon             | Repartiment principal                                                      |
| 2007    | Numbers                           | Reporter                 | Episodi: "Graphic"                                                         |
| 2008    | Boston Legal                      | Fiscal Steve Duprey      | Episodi: "Indecent Proposals"                                              |
| 2009    | Great Performances                | Eugene Bullard           | Episodi: "Harlem in Montmartre: A Paris Jazz Story"                        |
| 2009    | Warehouse 13                      | Reverend John Hill       | Episodi: "Regrets"                                                         |
| 2009    | Brothers & Sisters                | Peter Madsen             | Episodi: "Almost Normal" & "From France with Love"                         |
| 2009–11 | The Good Wife                     | Daniel Golden            | Repartiment recurrent: temporada 1, Convidat: temporada 3                  |
| 2010    | White Collar                      | Kyle Bancroft            | Episodi: "Prisoner's Dilemma"                                              |
| 2012    | Coma                              | Dr. Nelson               | Episodi: "Part One & Two"                                                  |
| 2013–18 | Scandal                           | Eli Rowan Pope           | Repartiment recurrent: Temporada 2-4, Repartiment principal: temporada 5-7 |
| 2015    | Proof                             | Dr. Charles Richmond     | Repartiment principal                                                      |
| 2015–16 | Grace and Frankie                 | Jason                    | Episodi: "The Credit Cards" & "The Chicken"                                |
| 2018–20 | God Friended Me                   | Rev. Arthur Finer        | Repartiment principal                                                      |
| 2019–20 | The Politician                    | Marcus                   | Convidat: Temporada 1, Repartiment recurrent: Temporada 2                  |
| 2021–22 | Our Kind of People                | Teddy Franklin           | Repartiment principal                                                      |

## Premis i nominacions
| Any  | Associació                              | Categoria                                             | Obra nominada                        | Resultat  |
| ---- | --------------------------------------- | ----------------------------------------------------- | ------------------------------------ | --------- |
| 1974 | Premi Tony                              | Millor actor en un musical                            | Raisin                               | Nominat   |
| 1974 | Theatre World Award                     | Theatre World Award                                   | Raisin                               | Honorat   |
| 1984 | Festival de Sitges                      | Premi al millor actor                                 | The Brother from Another Planet      | Guanyador |
| 1991 | Fangoria Chainsaw Awards                | Millor actor secundari                                | Terminator 2                         | Nominat   |
| 2008 | Screen Actors Guild Awards              | Rendiment destacat d'un repartiment en una pel·lícula | American Gangster                    | Nominat   |
| 2014 | Critics' Choice Television Awards       | Millor intèrpret convidat en una sèrie dramàtica      | Scandal                              | Nominat   |
| 2014 | NAACP Image Awards                      | Actor secundari destacat en una sèrie dramàtica       | Scandal                              | Guanyador |
| 2014 | Premis Primetime Emmy                   | Actor convidat destacat en una sèrie dramàtica        | Scandal                              | Guanyador |
| 2015 | NAACP Image Awards                      | Millor actor secundari en una sèrie dramàtica         | Scandal                              | Guanyador |
| 2016 | NAACP Image Awards                      | Millor actor secundari en una sèrie dramàtica         | Scandal                              | Guanyador |
| 2017 | NAACP Image Awards                      | Millor actor secundari en una sèrie dramàtica         | Scandal                              | Nominat   |
| 2018 | Los Angeles Drama Critics Circle Awards | Actuació principal en una obra de teatre              | Turn Me Loose                        | Guanyador |
| 2020 | Audie Award                             | Ficció literària i clàssics                           | The Water Dancer de Ta-Nehisi Coates | Guanyador |